# 山東永夫
山東 永夫(さんとう ながお、1904年10月16日 - 2000年10月30日）は、日本の経営者。紀陽銀行頭取を務めた。和歌山県出身。

## 経歴
1927年に和歌山高等商業学校を卒業し、同年に紀陽銀行に入行。
1948年に取締役に就任し、1956年に常務、1964年に専務を経て、1970年10月に頭取に就任。1981年4月に会長を経て、1985年6月から相談役を務めた。
南海電気鉄道、テレビ和歌山各監査役も務めた。
1975年11月に勲四等瑞宝章を受章し、1986年4月に勲三等瑞宝章を受章。
2000年10月30日肺炎のために死去。96歳没。